# Planiphalangodus robustus
Planiphalangodus robustus is een hooiwagen uit de familie Gonyleptidae.